# Tricerma octogonum
Tricerma octogonum är en benvedsväxtart som först beskrevs av L 'herit., och fick sitt nu gällande namn av Lundell. Tricerma octogonum ingår i släktet Tricerma och familjen Celastraceae. Inga underarter finns listade.